# Isodemis
Isodemis là một chi bướm đêm thuộc phân họ Tortricinae của họ Tortricidae.

## Các loài
- Isodemis illiberalis (Meyrick, 1918)
- Isodemis proxima Razowski, 2000
- Isodemis serpentinana (Walker, 1863)
- Isodemis stenotera Diakonoff, 1983